# Claudiomiro Santiago
Claudiomiro Salenave Santiago, mais conhecido como Claudiomiro Santiago (Santana do Livramento, 25 de agosto de 1971) é um ex-futebolista brasileiro que atuava como zagueiro. Atualmente trabalha como auxiliar técnico no Paraná Clube.

## Carreira como jogador
Claudiomiro começou sua carreira nas categorias de base do Grêmio Foot-Ball Santanense, entre 1989 e 1995.
Se transferiu para o Coritiba no ano de 1995. No Coxa, onde permaneceu até 1998, ajudou o Verdão a conquistar o acesso para a elite do futebol brasileiro em 95, um de seus melhores anos no clube, contribuindo com dois tentos no decorrer da campanha. Marcou gol e deu assistência nos dois primeiros Atletibas que disputou, ambos vencidos pelo Coxa. Chegou a jogar até de goleiro pelo clube, numa partida disputada pelo Campeonato Brasileiro de 1997, contra o Juventude, em Caxias do Sul, quando, na oportunidade, o goleiro Sérgio foi expulso. Ao longo desta passagem pelo Coxa-Branca, Claudiomiro disputou 185 partidas e marcou 24 gols pela equipe alviverde.
Já no ano de 1998 foi defender a equipe do Santos FC, adquirido por 1 milhão e 200 mil reais. No Peixe, passou a melhor fase da sua carreira fazendo a dupla de zaga com o também gaúcho Argel Fucks. No clube, ganhou o apelido de "Bombeiro da Vila". Foi campeão da Copa Combebol de 1998, sendo titular nas finais contra o Rosário Central, da Argentina e marcando o gol da vitória no jogo de ida na Vila Belmiro. Foi titular da equipe na temporada de 1999 e também titular durante todo o ano de 2000, onde jogou por 46 vezes com a camisa do Santos. Em 2001, fez seus últimos jogos pelo Santos, jogando poucas vezes com a camisa do Peixe. Acabou deixando o clube naquele ano, passando a jogar pelo Grêmio, time de seu coração.
Atuou no Grêmio entre os anos de 2001 até o final do ano de 2004, participando da campanha no Brasileirão que rebaixou o tricolor gaúcho para Segunda Divisão do Campeonato Brasileiro. fez ao todo pelo Campeonato Brasileiro três gols pelo Grêmio, seis gols pelo Santos e oito pelo Coritiba.
A sua despedida como jogador foi no final do ano de 2005 ano que sagrou-se campeão baiano pelo Vitória e participando também da campanha que levou o clube Baiano ao rebaixamento para Terceira Divisão do Campeonato Brasileiro.

## Carreira como treinador
Claudiomiro foi auxiliar de Argel Fucks na campanha que reconduziu o Mogi Mirim à primeira divisão do Campeonato Paulista em 2008. Por conta desse trabalho, a dupla foi contratada em maio do mesmo ano para dirigir o Guaratinguetá na Série C do Campeonato Brasileiro.
Em 2012, foi auxiliar técnico de Argel no Joinville.
Fez parte das comissões técnicas dos times de base do Santos, sendo auxiliar de Orlando Ribeiro na equipe sub-20 e de Elder Campos. no sub-17. Em 2022, foi promovido a auxiliar fixo do Santos.
No final de 2024, assume como auxiliar técnico de Argel no Paraná Clube.

## Títulos

### Como jogador
Santos
- Copa Conmebol: 1998

Vitória
- Campeonato Baiano: 2005